# Venas costoaxilares
Las venas costoaxilares son venas que se originan en el plexo venoso areolar, se anastomosan con las 6 o 7 primeras venas intercostales posteriores y desembocan en la vena axilar.